# Kabinett Enoksen I
Das Kabinett Enoksen I war die elfte Regierung Grönlands.

## Entstehung
Nachdem der im Sommer 2001 neugewählte Parteivorsitzende der Siumut, Hans Enoksen, bei der Wahl mehr als viermal so viele Stimmen wie der bisherige Premierminister Jonathan Motzfeldt erhalten hatte, übernahm er die Regierungsbildung. Am 8. Dezember 2002 wurden sich die Siumut und die Inuit Ataqatigiit einig eine Koalition zu bilden.

## Kabinett
| Minister                                | Ministerium                             | Anmerkung |
| --------------------------------------- | --------------------------------------- | --------- |
| Hans Enoksen (Siumut)                   | Premierminister                         |           |
| Ruth Heilmann (Siumut)                  | Bildung                                 |           |
| Josef Motzfeldt (Inuit Ataqatigiit)     | Finanzen und Äußeres                    |           |
| Asii Chemnitz Narup (Inuit Ataqatigiit) | Familie und Gesundheit                  |           |
| Johan Lund Olsen (Inuit Ataqatigiit)    | Infrastruktur, Umwelt und Wohnungswesen |           |
| Simon Olsen (Siumut)                    | Fischerei, Jagd und Landwirtschaft      |           |
| Mikael Petersen (Siumut)                | Erwerb und Rohstoffe                    |           |